# Soverato
Soverato est une commune de la province de Catanzaro dans la région Calabre en Italie.

## Géographie
Soverato est située dans la partie sud du golfe de Squillace.

## Administration
| Période                                  | Période  | Identité       | Étiquette | Qualité |
| ---------------------------------------- | -------- | -------------- | --------- | ------- |
| 25 mai 2013                              | En cours | Ernesto Alecci | [sindaco] |         |
| Les données manquantes sont à compléter. |          |                |           |         |

### Hameaux
Soverato Marina

### Communes limitrophes
Montepaone, Petrizzi, Satriano